# Andelina
Az Andelina cseh eredetű női név, jelentése: angyal.

## Rokon nevek
Andelin, Angéla, Angelika, Angelina, Angella, Angyal, Angyalka

## Gyakorisága
Az újszülötteknek adott nevek körében az 1990-es években szórványos volt. A 2000-es és a 2010-es években sem szerepelt a 100 leggyakrabban adott női név között.
A teljes népességre vonatkozóan az Andelina sem a 2000-es, sem a 2010-es években nem szerepelt a 100 leggyakrabban viselt női név között.

## Névnapok
január 27.